# Fasernessel
Die Fasernessel (Urtica dioica L. convar. fibra) ist eine Konvarietät der Großen Brennnessel (Urtica dioica). Sie wurde zwischen 1927 und 1950 von Gustav Bredemann im Hinblick auf einen höheren Faseranteil züchterisch ausgelesen, geriet jedoch danach in Vergessenheit, bis sie im Rahmen des neu erwachten Interesses an alternativen Faserpflanzen in den 1990er Jahren wiederentdeckt und züchterisch weiterbearbeitet wurde. Zwar ist sie keine etablierte Ackerfrucht, wird aber mittlerweile vereinzelt kommerziell angebaut.

## Beschreibung
Die Fasernessel unterscheidet sich von der Wildart durch deutlich längere, gerade Stängel, nur geringe Verzweigung, wenige Brennhaare und den Abwurf der Blätter im August, was die spätere Verwertung des Strohs erleichtert. Sie erreicht Höhen von bis zu drei Metern.
Am wichtigsten ist jedoch der im Vergleich zur Stammform stark erhöhte Faseranteil von bis zu 22 Prozent statt zwei bis fünf Prozent, wobei die einzelnen Fasern zugleich größere Zellwände haben.

### Eigenschaften der Faser
Die Fasern, die aus textiltechnischer Sicht üblicherweise als Nesselfasern bezeichnet und den Bastfasern zugerechnet werden, sind im Mittel rund 70 Millimeter lang (die Länge variiert aber um rund 50 Prozent und kann im Extremfall 215 Millimeter erreichen) und 40 bis 50 Mikrometer dick, im Querschnitt oval bis abgerundet vieleckig bzw. flach nierenförmig. Die Fasern sind im Gegensatz zu denen von Hanf und Flachs nicht in Gruppen angeordnet, sondern liegen einzeln im Sklerenchym des Stängels eingebettet. Die stärksten und ältesten Fasern liegen im äußeren Teil der Rinde.
Da die Faser von Natur aus sehr weich ist, von cremeweißer Farbe und zugleich aufgrund ihrer Feinheit (5 dtex) hervorragend spinnbar ist, eignet sie sich gut zum Einsatz als Textilfaser. Zugleich ist sie mit einer spezifischen Zugfestigkeit von 50 cN/tex (ohne Röste) bzw. 25 bis 35 cN/tex (nach Röste) eine relativ starke Faser (Baumwolle rund 20 cN/tex). Die Brennnesselfaser besteht zu 86,5 Prozent aus Zellulose.

### Anbau
Als in gemäßigten Breiten weit verbreitete Pflanze eignet sich die Fasernessel für den Anbau außerhalb tropischer, subtropischer sowie polarer Gebiete. Zu gewährleisten ist vor allem eine gute Wasser- und Stickstoffversorgung. Darüber hinaus schätzt die Pflanze lehmige Böden, zu hohe Sandanteile können den Wuchs beeinträchtigen. Da die Pflanzen extrem wüchsig sind und dichte Bestände bilden, ist eine Unkrautbekämpfung ebenso wenig notwendig wie eine Schädlingsbekämpfung, da die Pflanze von Natur aus gegen zahlreiche Schädlinge resistent ist.
Zur Anpflanzung von Fasernesseln wurden zunächst Stecklinge genutzt. 2013 wurde ein für den Anbau besser nutzbares Verfahren der In-vitro-Vermehrung entwickelt. Im ersten Jahr können die Pflanzen noch nicht geerntet werden, danach sind über zehn bis 15 Jahre hinweg ohne Nachpflanzungen Ernten von sechs Tonnen Stängel pro Hektar möglich, was bei einem durchschnittlichen Fasergehalt von 15 Prozent rund 900 Kilogramm Fasern entspricht.

### Verarbeitung
Das lange bestehende Problem der Gewinnung der Faser aus den Stängeln ließ sich mit dem technischen Fortschritt lösen. Nach der Trocknung auf rund 15 Prozent Wassergehalt werden heute zur Röste meist Wasser, mechanischer Faseraufschluss oder Chemikalien sowie ausgewählte Bakterien zur Herauslösung der Faser verwendet, in einem nachträglichen Arbeitsgang auch eine Behandlung mit Enzymen. Wege, die eine vollständige Lösung der Faser durch Enzyme ermöglichen, werden derzeit erforscht.
Die optimale Verarbeitung von der Faser zum Tuch ist bislang sehr aufwändig. Derzeit werden vor allem Methoden entlang der Verarbeitung von Flachs, Hanf und Ramie genutzt. Schwierigkeiten verursacht dabei vor allem die sehr unterschiedliche Länge der Fasern, ein Mangel an Spinnsporen und die feste Verbindung der Fasern mit dem Ligninanteil im Pflanzenstängel.

## Geschichte

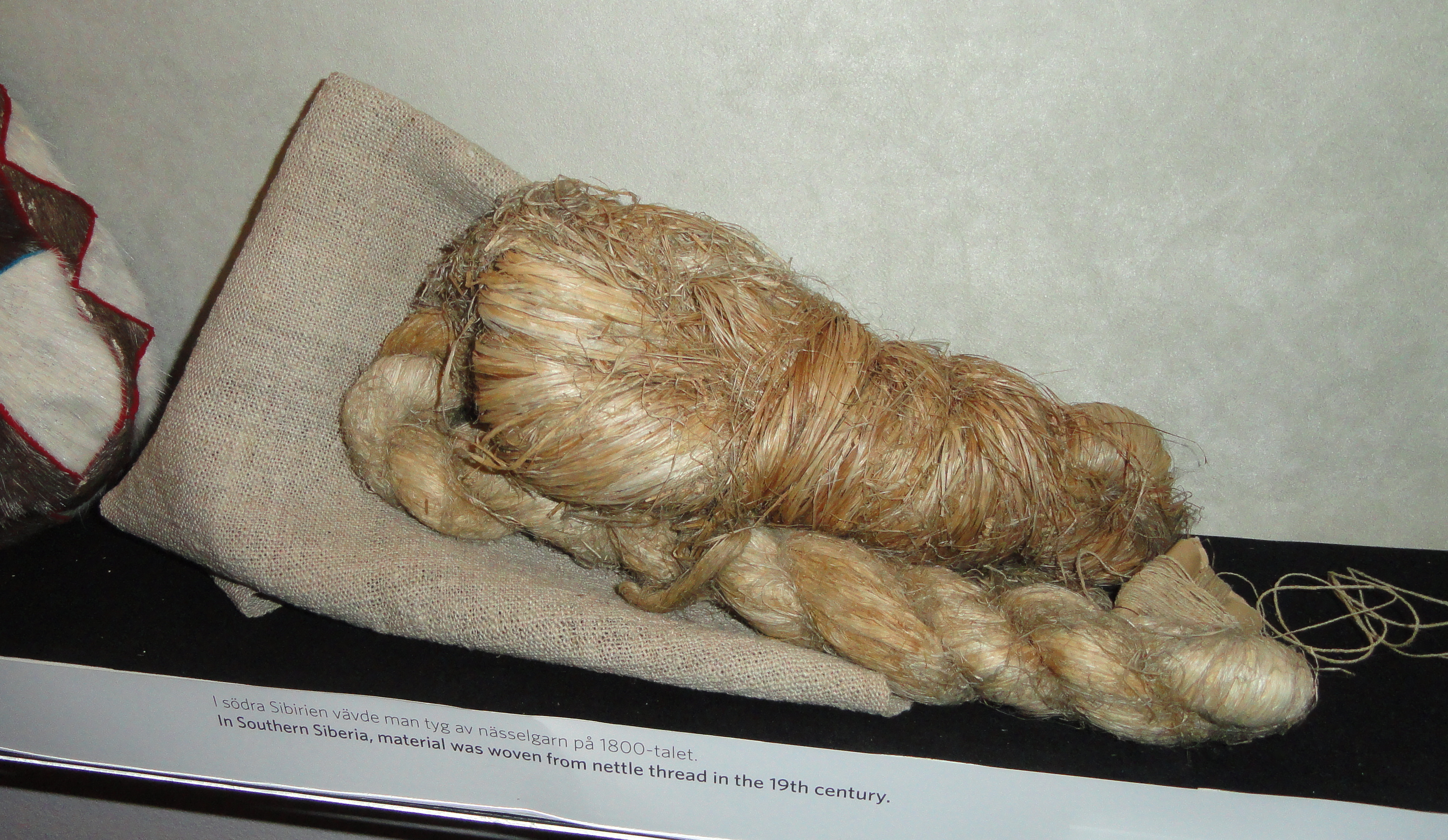
Brennesselfäden aus Südsibirien, 19. Jahrhundert, Helsinki, Finnisches Nationalmuseum

Brennnesseln sind altbekannte Faserpflanzen, die bereits in der Bronzezeit zur Herstellung von Geweben verwendet wurden. Im Märchen Die wilden Schwäne wird die Nessel erwähnt.
Erste systematische Auslesen aus 170 Wildnesseln aus ganz Deutschland betrieben Bauer und Friedrich Wilhelm Walther Laube zwischen 1918 und 1921. Von den selektierten Nesseln wurden zwölf weiter kultiviert. Weitere Züchtungs- und Auslesearbeiten erfolgten von Gustav Bredemann zwischen 1921 und 1950, zuerst in Landsberg an der Warthe, dann am Institut für Angewandte Botanik der Universität Hamburg. Es konnten Zuchtfasernesseln mit Fasergehalten bis zu 15 Prozent der Stängeltrockenmasse entwickelt werden. Bredemann veröffentlichte 1959 ein umfassendes Werk, Die Große Brennnessel, seine Arbeit geriet jedoch in Vergessenheit.
In den 1990ern entdeckte Jens Dreyer Pflanzenbestände von Bredemanns Versuchen im Institut für Angewandte Botanik in Hamburg wieder und forschte daran. In Kooperation mit dem Faserinstitut Bremen wurden sie züchterisch weiterbearbeitet. 2002 wurde den Sorten „Wulfsdorf“ und „Nesselgold“ vom Bundessortenamt Sortenschutz erteilt (2012 gelöscht). Das Hamburger Zuchtmaterial wurde vom Institut für Pflanzenkultur (IFP) zusammen mit dem Faserinstitut Bremen bis 2013 weiter bearbeitet, so dass neue Klone einen Faseranteil von bis zu 22 Prozent aufwiesen. Zwischen 2015 und 2018 arbeiteten die beiden Institute zusammen mit dem Leibniz-Institut für Agrartechnik und Bioökonomie (ATB), dem Netzwerk Nachwachsende Rohstoffe und der NFC GmbH Nettle Fibre Company an einem Forschungsprojekt zur „Entwicklung einer industriellen Bereitstellungskette von Brennesseljungpflanzen bis zur Nesselfaser“ (InBeNeFa).
Neben der NFC GmbH haben sich seit den 1990er Jahren mehrere Unternehmen mit der kommerziellen Nutzung von Brennnesselfasern und Fasernesseln beschäftigt. So produzierte die Stoffkontor Kranz AG in Lüchow von 1996 bis zu ihrer Insolvenz 2009 Fasern aus Fasernesseln. Die als „Nettle“ beworbenen Brennnesselfasern wurde in Heimtextilien und Bekleidung verwendet.
Von 2005 bis 2013 produzierte die niederländische Firma Brennels, später Netl, Kleidung aus Fasernesseln, die im Noordoostpolder und einigen osteuropäischen Ländern angebaut und in Italien zusammen mit Baumwollfasern im Verhältnis 1:3 verarbeitet wurden. Weil die Nesselfasern preislich aber bei weitem nicht mit Baumwolle konkurrieren konnten und wegen anhaltend niedriger Nachfrage wurde die Produktion 2013 eingestellt.
In Meßstetten forscht der Textilhersteller Mattes & Ammann seit 2011 an Garn aus Brennnesselfasern. Dafür wurde die Fasernesselmarke Marlene sowie 2019 ein Gebrauchsmuster zur Herstellung der Garne und Textilien angemeldet.
Das Handelshaus Grüne Erde bietet seit 2021 Bettdecken mit 40 Prozent Nesselfaseranteil an.